# Црква Вазнесења Господњег у Никинцима
Црква Вазнесења Господњег у Никинцима, насељеном месту на територији општине Рума, припада Епархији сремској Српске православне цркве.
Црква је подигнута 1992. године.